# 3-Methoxy-4-hydroxyphenylglycol
3-Methoxy-4-hydroxyphenylglycol (MHPG, MOPEG) ist ein Metabolit der Metanephrine, die die direkten Abbauprodukte der Katecholamine Adrenalin und Noradrenalin sind. Im Gehirn ist es der primäre Noradrenalin-Metabolit. Es wird ins Blut und in den  Liquor abgegeben, ein Anstieg kann deswegen ein Anzeichen für vorangegangene Aktivität des Sympathischen Nervensystems sein.
Niedrige Spiegel in Blut und Liquor sind assoziiert mit Anorexia nervosa.